# Expoziția Universală de la Paris din 1889

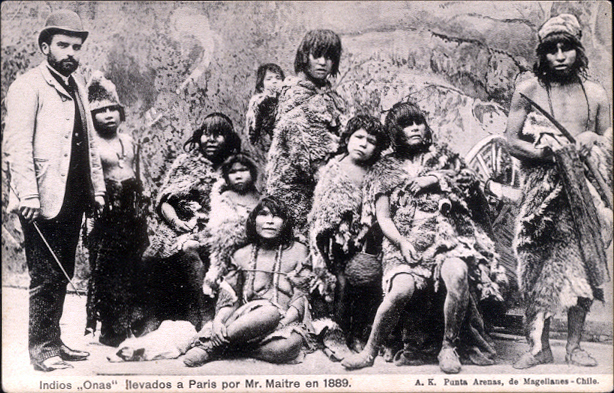
Nativi din Tierra del Fuego (Patagonia argentiniană), aduși la Paris de către antreprenorul belgian vânător de balene Maurice Maître pentru expoziție.

Expoziția Universală de la Paris din 1889 a fost cea de-a optsprezecea expoziție universală organizată. S-a ținut de la 6 mai la 31 octombrie 1889. Tema sa a fost Revoluția Franceză, în cadrul centenarului acestui eveniment. 
Turnul Eiffel a fost construit pentru această expoziție.

## Participarea României
România a participat cu 731 de exponenți și a primit 2 mari premii, 24 de medalii de aur, 65 de argint, 121 de bronz si 24 de medalii onorifice. Președinte al comitetului organizator a fost George Bibescu, fiind în același timp și comisar general al expoziției în al cărei juriu s-au aflat și 14 reprezentanți ai României.De organizarea pavilionului românesc s-a ocupat inventatorul și publicistul Alexandru Ciurcu.